# Élégie sur le mode antique
L'Élégie sur le mode antique, op. 110, est une œuvre de la compositrice Mel Bonis, datant de 1918.

## Composition
Mel Bonis compose son Élégie sur le mode antique pour voix moyenne et piano sur un texte de Georges Rivollet. L'œuvre est publiée aux éditions Hamelle en 1918, puis rééditée chez Armiane en 2013, puis 2014.

## Analyse
Il se peut que l'inspiration de la Grèce antique soit due à Louis-Albert Bourgault-Ducoudray, qui tenait la classe d'histoire de la musique, créée par la réforme de 1878 et obligatoire pour les élèves étudiant l'harmonie ou la composition.

## Discographie
Mel Bonis, l'œuvre vocale: Doron musique, 2006

## Sources
- Étienne Jardin, Mel Bonis (1858-1937) : parcours d'une compositrice de la Belle Époque, 2020 (ISBN 978-2-330-13313-9 et 2-330-13313-8, OCLC 1153996478, lire en ligne)